# Hotel Hell (amerykański reality show)
Hotel Hell – amerykański program rozrywkowy prowadzony przez Gordona Ramsaya.
W Polsce program emitowały TVN Style i Puls 2.

## Odcinki
| Sezon I   | Sezon I                     | Sezon I                      | Sezon I |
| Odcinek   | Tytuł                       | Miejscowość, Stan            |         |
| --------- | --------------------------- | ---------------------------- | ------- |
| 1.        | "Juniper Hill Inn, Część 1" | Windsor, Vermont             |         |
| 2.        | "Juniper Hill Inn, Część 2" | Windsor, Vermont             |         |
| 3.        | "Cambridge Hotel"           | Cambridge, Nowy Jork         |         |
| 4.        | "The Keating Hotel"         | San Diego, Kalifornia        |         |
| 5.        | "River Rock Inn"            | Milford, Pensylwania         |         |
| 6.        | "Roosevelt Hotel"           | Coeur d’Alene, Idaho         |         |
| Sezon II  |                             |                              |         |
| Odcinek   | Tytuł                       | Miejscowość, Stan            |         |
| 1.        | "Meson De Mesilla"          | Las Cruces, Nowy Meksyk      |         |
| 2.        | "Monticello Hotel"          | Longview, Waszyngton         |         |
| 3.        | "Applegate River Lodge"     | Applegate, Oregon            |         |
| 4.        | "Hotel Chester"             | Starkville, Missisipi        |         |
| 5.        | "Calumet Inn"               | Pipestone, Minnesota         |         |
| 6.        | "Four Seasons Inn"          | West Dover, Vermont          |         |
| 7.        | "Curtis House"              | Woodbury, Connecticut        |         |
| 8.        | "Murphys Hotel"             | Murphys, Kalifornia          |         |
| Sezon III |                             |                              |         |
| Odcinek   | Tytuł                       | Miejscowość, Stan            |         |
| 1.        | "Angler's Lodge"            | Island Park, Idaho           |         |
| 2.        | "Vienna Inn"                | Southbridge, Massachusetts   |         |
| 3.        | "Town's Inn, Part 1"        | Harpers Ferry, West Virginia |         |
| 4.        | "Town's Inn, Part 2"        | Starkville, Missisipi        |         |
| 5.        | "Lakeview Hotel"            | Chelan, Waszyngton           |         |
| 6.        | "Brick Hotel"               | Newtown, Pensylwania         |         |
| 7.        | "Beachfront Inn & Inlet"    | Fort Pierce, Floryda         |         |
| 8.        | "Landoll's Mohican Castle"  | Loudonville, Ohio            |         |